# Більмацька селищна територіальна громада
Більмацька селищна громада — територіальна громада в Україні, у Пологівському районі Запорізької області. Адміністративний центр — селище Кам'янка. Не зважаючи на перейменування адміністративного центру, територіальна громада не була перейменована, оскільки наразі відсутні правові підстави і механізми для перейменування територіальних громад.

## Історія
Громада утворена 10 серпня 2018 року шляхом об'єднання Більмацької селищної ради та Більманської, Вершинської, Гусарківської, Мар'янівської сільських рад колишнього Більмацького району.

## Населені пункти
До складу громади входять селище Кам'янка та 21 сіл: 
- Бережне,
- Березівка,
- Більманка,
- Вершина,
- Веселоіванівське,
- Гоголівка,
- Грузьке,
- Гусарка,
- Дружне,
- Дубове,
- Мар'янівка,
- Мирське,
- Новоукраїнка,
- Очеретувате,
- Пробудження,
- Самійлівка,
- Світле,
- Сміле,
- Трудове,
- Червоне Озеро,
- Червоноселівка.